# Leptolalax laui
Leptolalax laui — вид жаб родини азійських часничниць (Megophryidae).

## Назва
Вид названо на честь китайського герпетолога Майкла Вай-Нена Лау.

## Поширення
Вид поширений на півдні Китаю. Популяції виду відомі поблизу міста Шеньчжень у провінції Гуандун та у Гонконзі.

## Опис
Було описано 11 зразків (всі самці) завдовжки 24,8-26,7 мм.